# Mer calme et heureux voyage (Beethoven)
Pour les articles homonymes, voir Mer calme et heureux voyage.

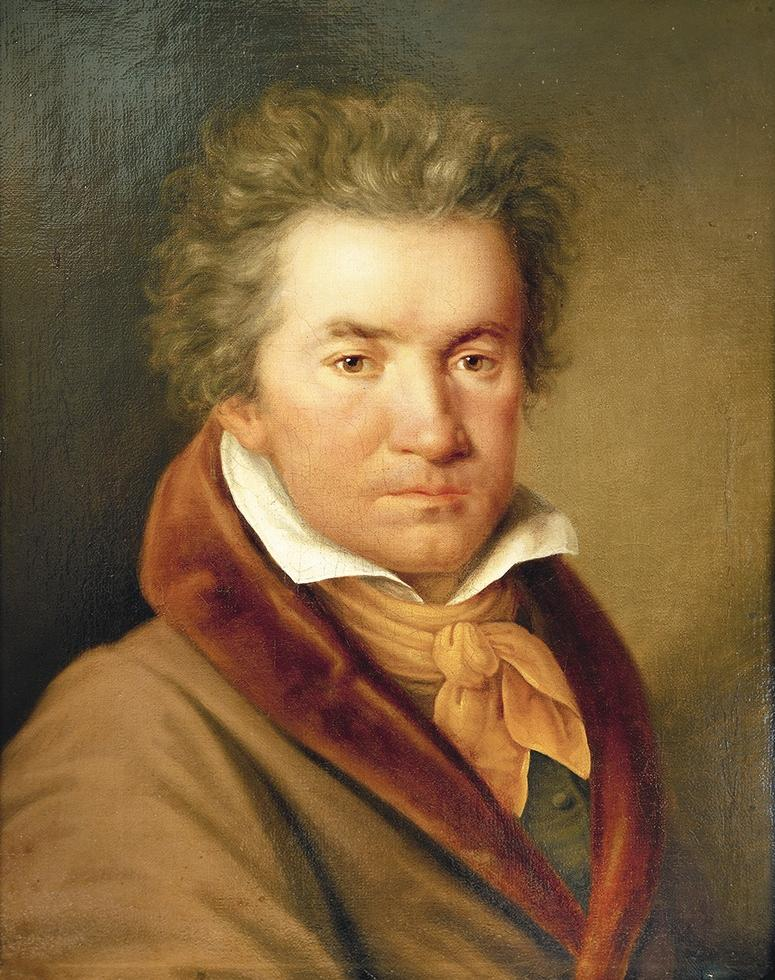
Portrait de Beethoven en 1815

Meeresstille und glückliche Fahrt (op. 112) (Mer calme et heureux voyage), est une cantate pour chœur et orchestre de Ludwig van Beethoven écrite sur deux poèmes de Johann Wolfgang von Goethe.

## Présentation de l'œuvre

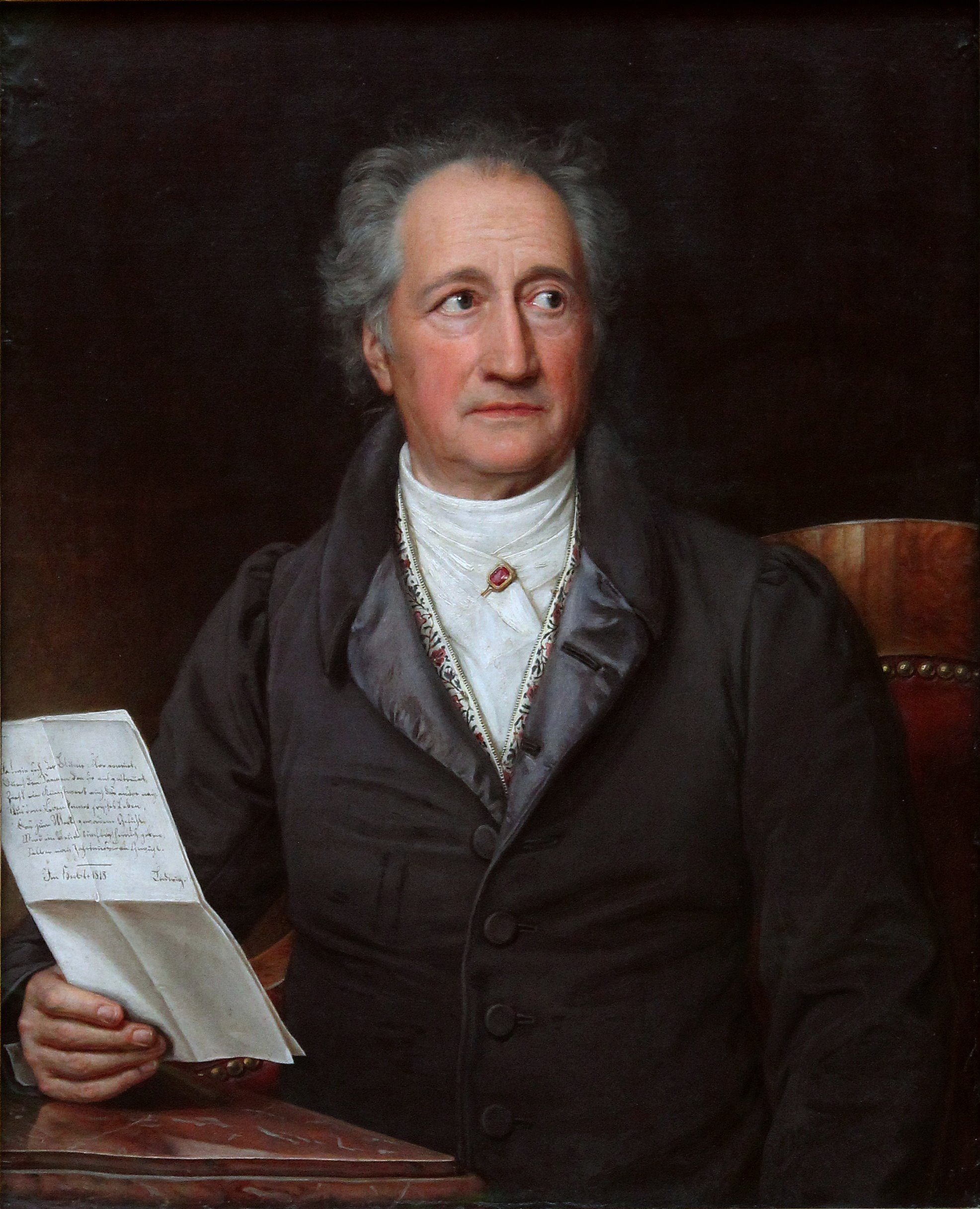
Goethe
(Joseph Karl Stieler, 1828)

Beethoven commence sa composition à la fin de l'année 1814. L'œuvre sera terminée durant l'été 1815. La première exécution eut lieu le 25 décembre 1815 dans la grande salle de la Redoute, à Vienne lors d'un concert de bienfaisance avec l'ouverture Jour de fête op. 115 jouée pour la première fois, et une reprise de l'oratorio Le Christ au Mont des Oliviers op. 85.
La partition sera publiée chez Steiner en mai 1822 et dédiée à Goethe, que Beethoven avait rencontré dès 1812 et tenait en très haute estime. Goethe notera sur son agenda à la date du 21 mai 1822: « reçu une partition de Beethoven » mais il ne prit pas la peine de le remercier.
Le 8 février 1823,, Beethoven écrivant à Goethe en vue de réunir des souscriptions pour sa Missa Solemnis lui demandait s'il avait reçu « la dédicace à son Excellence de Meeresstille und glückliche Fahrt. Ces deux poèmes m'ont paru, en raison de leurs atmosphères contrastées, tout à fait convenir à l'expression de ce contraste en musique. Il me serait vraiment agréable de savoir si j'ai bien ajusté mon harmonie à la vôtre ». Goethe ne répondra pas.
La cantate est écrite en un seul mouvement et évoque admirablement les contrastes entre les deux poèmes : Meeres Stille, écrit Poco sostenuto, ₵, ré majeur (mesure 1 à 73) et Glückliche Fahrt, Allegro vivace, 6/8, ré majeur (mesure 74 à 237). 
Sa durée d'exécution est d'environ 7 à 8 minutes.
Les deux poèmes de Goethe ont aussi servi de base à Felix Mendelssohn pour son ouverture de concert Mer calme et heureux voyage ainsi que, pour le premier poème, au Meeres Stille de Franz Schubert, D216, composé en juin 1815.

## Texte
| Allemand | Français |
| --- | --- |
| Meeres Stille: | Mer Calme : |
| Tiefe Stille herrscht im Wasser, Ohne Regung ruht das Meer, Und bekümmert sieht der Schiffer Glatte Fläche ringsumher. Keine Luft von keiner Seite! Todesstille fürchterlich! In der ungeheuern Weite Reget keine Welle sich.      | Sur l'eau règne un profond silence, Sans mouvement la mer repose, Et le marin voit, inquiet, La plaine lisse alentour. Aucun souffle d'aucun côté ! Affres d'un silence de mort ! À travers l'immense étendue, Pas une vague n'est mouvante. |
| Glückliche Fahrt: | Heureux Voyage : |
| Die Nebel zerreißen, Der Himmel ist helle, Und Äolus löset Das ängstliche Band. Es säuseln die Winde, Es rührt sich der Schiffer. Geschwinde! Geschwinde! Es teilt sich die Welle, Es naht sich die Ferne; Schon seh ich das Land! | Les brumes se déchirent, Le ciel est éclatant, Et Éole dénoue Les liens d'angoisse. Ils bruissent les vents, Et le marin s'active. Hâtez vous ! Hâtez vous ! La vague en deux se fend, Les lointains se rapprochent; Déjà je vois la terre ! |

## Repères discographiques
- Claudio Abbado, Wiener Singverein, Orchestre philharmonique de Vienne, 1987 (Deutsche Grammophon )[12]
- Michel Corboz, Chœurs et Orchestre de la Fondation Gulbenkian Lisbonne 1988 (Erato)
- Robert Shaw, Atlanta Symphony Orchestra et Chorus 1990 (Telarc)
- Michael Tilson Thomas, Ambrosian Singers, London Symphony Orchestra 1990 (CBS Records)
- John Eliot Gardiner, Monteverdi Choir, Orchestre révolutionnaire et romantique 1992 (Archiv Produktion)[13],[14].
- Matthew Best, Corydon singers, Corydon orchestra 1996 (Hyperion Records)[15]
- David Zinman, Chœurs et orchestre de la Tonhalle de Zurich, 2006 (Sony BMG)
- Richard Hickox, Collegium Musicum 90 (en), 2006 (Chandos)
- Stanislaw Skrowaczewski, Orchestre du Minnesota, 2007 (Brilliant Classics)[16]
- Lawrence Foster, Chœurs et Orchestre de la Fondation Gulbenkian Lisbonne, 2010 (Pentatone Classics)